# 채홍철
채홍철 (蔡洪哲, 1262년 ~ 1340년) 은 고려의 문신이다. 자는 무민, 호는 중암, 본관은 평강이다. 충렬왕 때 문과에 급제하여 장흥 부사 등을 지내다가 사직하고 불교와 음악을 연구하였다. 충선왕이 왕위에 오르자, 밀직부사를 거쳐 정승에까지 이르렀다.
1314년 충숙왕 때 토지와 세금의 제도를 다시 정비할 때, 민전을 횡령하여 거부가 되었다. 그 후 자기집 북쪽에 전단원을 두어 승려들을 살게 하는 한편, 병든 사람들에게 약을 나누어주기도 하였다. 또한 중화당을 지어 과거에 재상을 지낸 국로(國老) 8명을 맞아들여 〈자하동신곡〉을 지었는데, 이것이 〈고려악부〉에 전한다.